# Jumellea fragrans
Jumellea fragrans är en orkidéart som först beskrevs av Louis Marie Aubert Du Petit-Thouars, och fick sitt nu gällande namn av Rudolf Schlechter. Jumellea fragrans ingår i släktet Jumellea och familjen orkidéer. Inga underarter finns listade i Catalogue of Life.
Bladen Jumellea fragrans torkades tidigare och exporterades till Kina för parfymering av te under namnet "Bourbon-te". Namnet kommer av att bladen hämtades från Réunion, då kallad Bourbon.